# Серджіо Маріотті
Се́рджіо Маріо́тті (італ. Sergio Mariotti; нар. 10 серпня 1946, Флоренція) — італійський шахіст, перший гросмейстер Італії (1974). Шаховий літератор, автор шахового підручника для дітей (1977).

## Шахова кар'єра
З другої половини 1960-х до кінця 1980-х належав до чільної групи італійських шахістів. Чемпіон Італії серед юнаків (1966) і дорослих (1969, 1971), срібний (1977) і бронзовий (1979) призер чемпіонатів Італії.
У складі команди Італії брав участь у багатьох шахових олімпіадах (1972—1974, 1986—1988), у тому числі двічі грав на першій шахівниці. На його рахунку бронзова медаль, яку він отримав у 1974 році за індивідуальний результат на 1-й шаховій дошці. Завдяки цьому результату в тому ж році йому було присвоєно звання гросмейстера.
Був переможцем зонального турніру ФІДЕ у Каорлі (1975).
У 1976 році розділив 10-13-те місця у міжзональному турнірі у Манілі.
У зональному турнірі в Андоррі (1987) виборов 3-є місце.
Найкращі результати в інших міжнародних змаганнях: Ровіго (1976) і Стокгольм (1976/1977) — 1-ше місце; Рим (1977 і 1982) — 3-тє, (1979) — 2-ге місця. Учасник міжнародних турнірів у Мілані (1975) і Ленінграді (1977).
З початку 1990-х він значно обмежив свою участь у шахових турнірах та зайнявся організаційною діяльністю. У 1994—1996 роках був президентом Федерації шахів Італії

## Спортивні результати
| Рік       | Місто     | Турнір                        | +  | −  | = | Результат | Місце |
| --------- | --------- | ----------------------------- | -- | -- | - | --------- | ----- |
| 1966      |           | Чемпіонат Італії серед юнаків |    |    |   | з         |       |
| 1969      |           | Чемпіонат Італії              |    |    |   | з         |       |
| 1971      |           | Чемпіонат Італії              |    |    |   | з         |       |
| 1972      | Скоп'є    | XX-а олімпіада                | 6  | 2  | 8 | 10 з 16   |       |
| 1974      | Ніцца     | XXI-а олімпіада               | 12 | 3  | 4 | 14 з 19   | 3     |
| 1975      | Каорле    | Зональний турнір              |    |    |   | з         |       |
|           | Мілан     | Міжнародний турнір            | 0  | 6  | 5 | 2½ з 11   | 12    |
| 1976      | Маніла    | 10-й міжзональний турнір      | 6  | 5  | 8 | 10 з 19   | 10-13 |
|           | Ровіго    | Міжнародний турнір            |    |    |   | з         | 1     |
| 1976/1977 | Стокгольм | Міжнародний турнір            |    |    |   | з         | 1     |
| 1977      | Рим       | Міжнародний турнір            |    |    |   | з         | 3     |
|           | Ленінград | Міжнародний турнір            | 3  | 10 | 4 | 5 з 17    | 18    |
| 1979      | Рим       | Міжнародний турнір            | 4  | 1  | 6 | 7 з 11    | 2     |
| 1982      | Рим       | Міжнародний турнір            | 3  | 1  | 5 | 5½ з 9    | 3     |
| 1986      | Дубай     | XXVII-я олімпіада             | 3  | 4  | 6 | 6 з 13    |       |
| 1987      | Андорра   | Зональный турнир              | 6  | 2  | 4 | 8 з 12    | 3     |
| 1988      | Салоніки  | XXVIII-я олімпіада            | 3  | 3  | 7 | 6½ з 13   |       |
|           |           |                               |    |    |   | з         |       |

## Зміни рейтингу
| На цьому місці має відображатися графік чи діаграма, однак з технічних причин його відображення наразі вимкнено. Будь ласка, не видаляйте код, який викликає це повідомлення. Розробники вже працюють для того, щоби відновити штатне функціонування цього графіка або діаграми. | |
| | На цьому місці має відображатися графік чи діаграма, однак з технічних причин його відображення наразі вимкнено. Будь ласка, не видаляйте код, який викликає це повідомлення. Розробники вже працюють для того, щоби відновити штатне функціонування цього графіка або діаграми. |

## Публікації
- Primi passi negli scacchi, Torino, 1977.
- Manuale degli scacchi, Roma, 1981.
- Karpov — Kasparov. La seconda sfida, Roma, 1986.
- Kasparov — Karpov 3. Londa — Leningrado, Roma, 1987 (співавторство).
- Kasparov — Karpov 4. La sfida di Siviglia, con Pierluigi Passerotti, Roma, Prisma, 1988 (співавторство).